# ویروواتس
ویروواتس (به صربی: Virovac) یک منطقهٔ مسکونی در صربستان است که در Mionica واقع شده‌است.